# Salome I
Salome I (ur. 57 p.n.e.?, zm. ok. 10 n.e.) – siostra Heroda Wielkiego.
Jedyna córka i najmłodsze dziecko Antypatra i Kypros I. Przypuszczalnie około 44 p.n.e. poślubiła swojego stryja, Józefa I.
Po raz pierwszy w źródłach pojawia się w 38 p.n.e., kiedy w czasie wojny Heroda z Antygonem, królem Judei z dynastii Hasmoneuszy. Wtedy to Salome z całą rodziną Heroda udała się z Samarii do Masady. Kolejna wzmianka o Salome dotyczy wydarzeń z około 35 p.n.e., kiedy została znieważona przez swoją bratową – Mariamme I, żonę Heroda Wielkiego.
W 34 p.n.e. przekonała Heroda, że jej męża Józefa I i Mariamme I łączy romans. Herod kazał stracić Józefa, jednak Mariamme udzielił przebaczenia. Salome dalej intrygowała przeciwko bratowej i w efekcie Herod w 29/28 p.n.e. kazał stracić żonę.
Pod koniec 34 p.n.e. Salome wyszła za mąż za Kostobara, namiestnika Idumei i Gazy. W 26 p.n.e. rozwiodła się z mężem, który krótko potem został stracony za spiskowanie przeciwko Herodowi. Około 21/20 p.n.e. o jej rękę poprosił Syllajos, minister Obodosa, króla Nabatejczyków. Herod odrzucił jego ofertę, mimo sprzeciwu samej Salome. Oficjalnym powodem było wyznanie Syllajosa (odmówił przejścia na judaizm). Salome starała się o zgodę na małżeństwo nawet u cesarzowej rzymskiej Liwii.
Około 20 p.n.e. Salome, zmuszona przez brata, poślubiła Aleksasa, nowego namiestnika Idumei. Do małżeństwa namawiała ją także Liwia. Od jesieni 16 p.n.e. trwał konflikt między Salome a jej bratankami – Arystobulem i Aleksandrem, synami Heroda Wielkiego i Mariamme I. Na poprawę ich stosunków nie wpłynął nawet ślub Arystobula z Bereniką I, córką Salome. Intrygi Salome przyniosły efekt około 8 p.n.e., kiedy Herod Wielki kazał stracić swoich synów.
Po śmierci Heroda Wielkiego w 4 p.n.e. Salome otrzymała Jamnię, Azotus i Fazaelis. Udała się do Rzymu, gdzie starała się nie dopuścić do przekazania Judei jej bratankowi – Archelaosowi. Gdy się to nie udało, zdecydowała się przypuszczalnie pozostać w Rzymie. Po wygnaniu Archealosa w 6 roku, Salome otrzymała od cesarza Oktawiana Augusta wioskę Archelaidę.
W testamencie Salome zapisała swoje posiadłości cesarzowej Liwii.
Z pierwszego małżeństwa z Józefem I miała nieznaną z imienia córkę, która około 20 p.n.e. poślubiła nieznanego z imienia syna Aleksasa. Z małżeństwa z Kostobarem miała syna Antypatra III i córkę Berenikę I.